# Heide Schmidt
Heide Schmidt (n. 27 noiembrie 1948, Kempten im Allgäu) este o politiciană austriacă. (FPÖ, LIF)
Din anul 1973, Heide Schmidt este membră FPÖ. Din anul 1990 până în 1993 a fost locțiitoarea liderului FPÖ, Jörg Haider. În anul 1993, Heide Schmidt fondează un partid nou, Liberales Forum (Forumul Liberal). Până în 1999, Schmidt a fost liderul Liberalilor. Din nou, ea este prima candidată a Liberalilor pentru alegerile parlamentare din Austria în 2008.
1. ↑  Heide Schmidt, Discogs, accesat în 9 octombrie 2017
2. ↑  Heide Schmidt, accesat în 9 octombrie 2017